# Transcendence (Devin Townsend Project)
Transcendence è il settimo album in studio del gruppo musicale canadese Devin Townsend Project, pubblicato il 9 settembre 2016 dalla Inside Out Music.

## Tracce
Testi e musiche di Devin Townsend, eccetto dove indicato.
1. Truth – 4:47
2. Stormbending – 5:22 (musica: Devin Townsend, Dave Young, Brian Waddell, Ryan Vanpoederooyen, Mike St-Jean)
3. Failure – 6:02 (musica: Devin Townsend, Dave Young, Brian Waddell, Ryan Vanpoederooyen, Mike St-Jean)
4. Secret Sciences – 7:28 (musica: Devin Townsend, Dave Young, Brian Waddell, Ryan Vanpoederooyen, Mike St-Jean)
5. Higher – 9:40 (musica: Devin Townsend, Dave Young, Brian Waddell, Ryan Vanpoederooyen, Mike St-Jean)
6. Stars – 4:17
7. Transcendence – 5:54 (musica: Devin Townsend, Dave Young, Brian Waddell, Ryan Vanpoederooyen, Mike St-Jean)
8. Offer Your Light – 3:57
9. From the Heart – 8:23 (Devin Townsend, Jeffrey M Kagel)
10. Transdermal Celebration – 8:26 (Dave Dreiwitz, Josh Freese, Glenn McClelland, Dean Ween, Gene Ween) – originariamente interpretata dai Ween

Tracce bonus nell'edizione LP
1. Gump – 5:24
2. Loud – 3:23

Tracce bonus nell'edizione giapponese
1. Sophies Boobies (Demo) – 0:50
2. Young Gods (Demo) – 4:47
3. Wolves (Demo) – 3:24

Holding Patterns – CD bonus nell'edizione deluxe
1. Gump – 5:24
2. Celestial Signals (Demo) – 5:02
3. Support the Cause (Demo) – 4:31
4. Into the Sun (Demo) – 3:11
5. Time Overload (Demo) – 4:00
6. Lexus (Demo) – 5:14
7. Farther On (Demo) – 2:51
8. Victim (Demo) – 3:09
9. MonkeyMind (Demo) – 3:51
10. Canucklehead (Demo) – 2:09
11. Loud – 3:23

## Formazione
Gruppo
- Devin Townsend – voce, chitarra, tastiera, programmazione, conduzione coro
- Ryan Van Poederooyen – batteria
- Dave Young – chitarra
- Brian "Beav" Waddell – basso
- Mike St-Jean – tastiera, sintetizzatore, programmazione

Altri musicisti
- Anneke van Giersbergen – voce
- Che Aimee Dorval – voce
- Katrina Natale – voce
- Niels Bye Nielsen – orchestrazione, orchestrazione e programmazione parti sinfoniche
- Mattias Eklund – ambience
- Tigers in a Tank – coro
  - Eric Severinson – conduzione coro
  - Marina Bennett
  - Eric Wettstein
  - Juhli Conlinn
  - Julie Nadalini

Produzione
- Devin Townsend – produzione, ingegneria del suono, missaggio
- Adam "Nolly" Getgood – ingegneria del suono, missaggio
- Paul Silveira – ingegneria del suono
- Adrian Mottram – ingegneria del suono
- Karl Dicaire – ingegneria del suono
- Mike Young – montaggio parti di batteria
- Taylor Jean – assistenza tecnica
- Ermin Hamidovic – mastering

## Classifiche
| Classifica (2016)          | Posizione massima |
| -------------------------- | ----------------- |
| Australia                  | 10                |
| Austria                    | 49                |
| Belgio (Fiandre)           | 52                |
| Belgio (Vallonia)          | 51                |
| Finlandia                  | 2                 |
| Francia                    | 56                |
| Germania                   | 43                |
| Paesi Bassi                | 43                |
| Regno Unito                | 26                |
| Regno Unito (rock & metal) | 2                 |
| Stati Uniti                | 117               |
| Stati Uniti (hard rock)    | 4                 |
| Stati Uniti (independent)  | 14                |
| Stati Uniti (rock)         | 19                |
| Stati Uniti (tastemaker)   | 11                |
| Svizzera                   | 33                |